# Biblia satánica
La Biblia Satánica es una colección de ensayos, observaciones y rituales publicada por Anton LaVey en 1969. Es el texto religioso central del satanismo laveyano, y se considera el fundamento de su filosofía y dogma. Ha sido descrito como el documento más importante para influir en el satanismo contemporáneo. Aunque La Biblia Satánica no se considera una escritura sagrada como lo es la Biblia cristiana para el cristianismo, los satanistas laveyanos la consideran un texto autorizado, ya que es un texto contemporáneo que ha alcanzado para ellos el estatus bíblico. Exalta las virtudes de la exploración de la propia naturaleza e instintos. Los creyentes han sido descritos como «satanistas ateos» porque creen que Dios y Satán no son entidades externas, sino proyecciones de la propia personalidad del individuo: fuerzas benévolas y estabilizadoras en su vida. Se han realizado treinta ediciones de La Biblia Satánica, de las que se han vendido más de un millón de ejemplares.
La Biblia Satánica se compone de cuatro libros: El Libro de Satán, El Libro de Lucifer, El Libro de Belial y El Libro de Leviatán. El primero desafía los Diez Mandamientos y la Regla de Oro, y promueve el epicureísmo. El segundo contiene la mayor parte de la filosofía de La Biblia Satánica, con doce capítulos que tratan temas como la indulgencia, el amor, el odio y el sexo. LaVey también utiliza el libro para disipar los rumores que rodean a la religión. En su tercer libro, LaVey detalla los rituales y la magia. Habla de la mentalidad y el enfoque necesarios para realizar un ritual, y proporciona instrucciones para tres rituales: los de sexo, compasión o destrucción. En el último libro, proporciona cuatro invocaciones para Satán, la lujuria, la compasión y la destrucción. También enumera las diecinueve claves enoquianas (adaptadas de las claves enoquianas de John Dee), proporcionadas tanto en enoquiano como en su traducción al inglés.
La Biblia Satánica ha suscitado reacciones positivas y negativas. Se le ha descrito como «mordaz» e «influyente». Las críticas provienen tanto de los reparos a la escritura de LaVey como de la desaprobación del propio contenido. Se ha criticado a LaVey por plagiar secciones, y se han hecho acusaciones de que sus filosofías son en gran parte prestadas. Se ha intentado prohibir el libro en las escuelas, las bibliotecas públicas y las prisiones, aunque estos intentos son algo raros.

## Historia

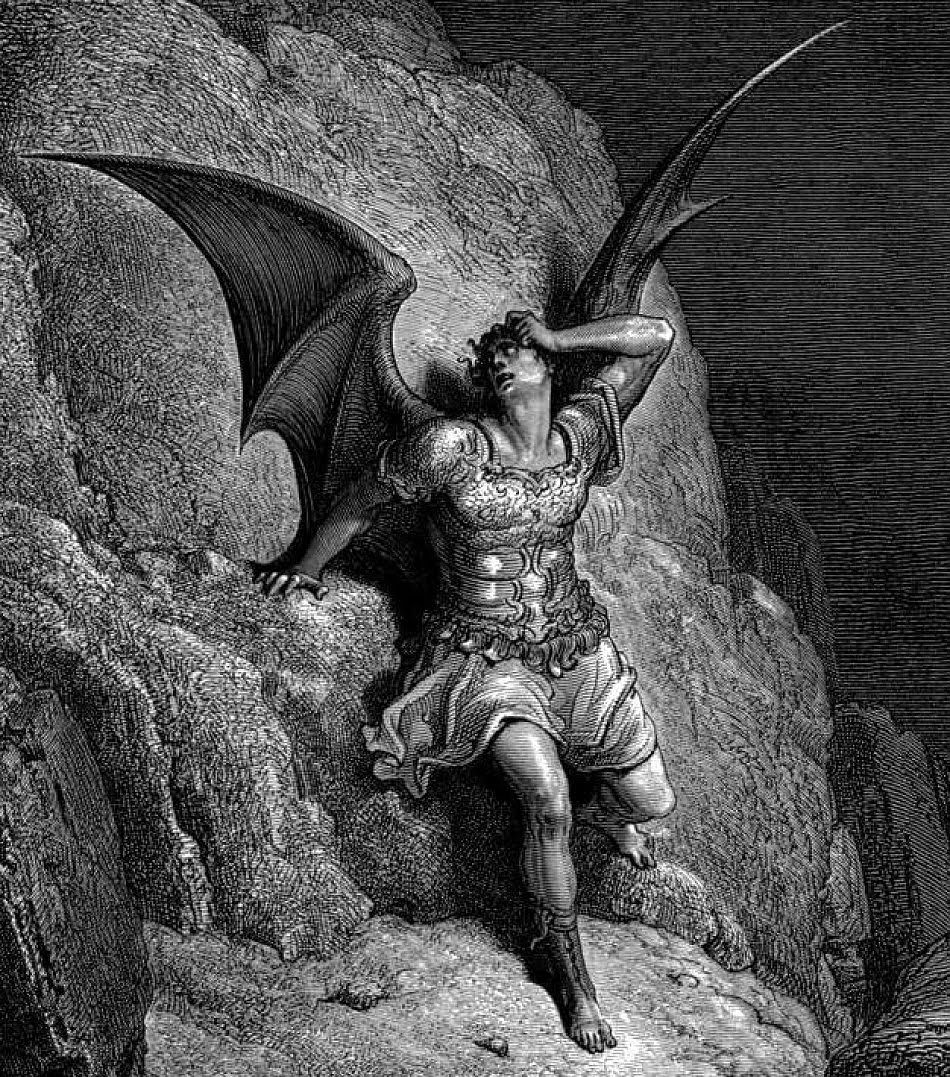
Para La Biblia satánica, Satán o Satanás es un símbolo que representa los instintos humanos reprimidos, y no un ser o ente espiritual.

Existen múltiples historias sobre el nacimiento de La Biblia Satánica. En la introducción a la edición de 2005, el Sumo Sacerdote Peter H. Gilmore describe que LaVey la compiló por su cuenta a partir de monografías que había escrito sobre la Iglesia de Satán y sus rituales. Gilmore enumera una serie de personas que influyeron en los escritos de LaVey: Ayn Rand, Friedrich Nietzsche, H. L. Mencken, los miembros del carnaval con los que supuestamente LaVey había trabajado en su juventud, P. T. Barnum, Mark Twain, John Milton y Lord Byron.
La hija de LaVey, Zeena Schreck, en una exposición sobre la religión y el pasado de su padre, atribuye el nacimiento de La Biblia Satánica a una sugerencia de Peter Mayer, editor de Avon. Según Schreck, Mayer propuso a LaVey que escribiera una Biblia Satánica para aprovechar la popularidad de la película de terror de 1968 El bebé de Rosemary, que había provocado un reciente aumento del interés del público tanto por el satanismo como por otras prácticas ocultas. Schreck afirma que, con la ayuda de Diane Hegarty, LaVey recopiló una serie de escritos que ya había estado distribuyendo: una introducción al satanismo, una serie de ensayos cortos, una guía de magia ritual y artículos que había publicado previamente en The Cloven Hoof, un boletín de la Iglesia de Satán.
Ya sea para cumplir con los requisitos de longitud establecidos por la editorial o por estar de acuerdo con las ideas, LaVey y Hegarty tomaron prestados muchos escritos de otros autores. Entre ellos se encontraba un libro social darwinista publicado en 1890 titulado Might Is Right de Ragnar Redbeard, así como las claves enoquianas de Dee de The Equinox de Aleister Crowley, modificadas para sustituir las referencias al cristianismo por las de Satán. Algunos acusan a LaVey de parafrasear las Nueve Declaraciones Satánicas de La rebelión de Atlas de Rand sin reconocerlo, aunque otros mantienen que LaVey simplemente se inspiró en la novela. Más tarde, LaVey confirmó la conexión con las ideas de Rand al afirmar que el satanismo laveyano era «sólo la filosofía de Ayn Rand, con ceremonias y rituales añadidos».

### Historial de publicaciones
Publicada originalmente como libro de bolsillo por Avon Publications en 1969, La Biblia Satánica ha tenido treinta ediciones y nunca se ha agotado. Ese mismo año se publicó una edición en tapa dura en University Books, pero no se encuentra disponible actualmente.  En 2015, William Morrow publicó una nueva edición en tapa dura del libro combinada en un solo volumen con su obra complementaria, Los rituales satánicos, y comercializada bajo un acuerdo especial por Rabid Crow Arts and Graphics. El contenido principal no ha cambiado a lo largo de las ediciones, aunque la dedicatoria se eliminó después de varias impresiones y la introducción ha cambiado varias veces. El sello de Baphomet está impreso en la portada desde la publicación original.La Biblia Satánica ha vendido más de un millón de ejemplares desde su lanzamiento. También se ha traducido al danés, sueco, alemán, español, finlandés y turco.

## Contenido

### Dedicatoria
Aunque ya no se incluye en las impresiones actuales de La Biblia Satánica, las primeras impresiones incluían una extensa dedicatoria a varias personas que LaVey reconocía como influencias. En la edición en español consta únicamente una dedicatoria al inicio de la publicación que dice textualmente «Para Diane». La dedicatoria principal de LaVey fue para Bernardino Nogara (impreso erróneamente como «Logara»), Karl Haushofer, Grigori Rasputin, Basil Zaharoff, Alessandro Cagliostro, Barnabas Saul (el primer vidente de John Dee), Ragnar Redbeard, William Mortensen, Hans Brick, Max Reinhardt, Orrin Klapp, Fritz Lang, Friedrich Nietzsche, W. C. Fields, P. T. Barnum, Hans Poelzig, Reginald Marsh, Wilhelm Reich y Mark Twain. La segunda edición incluye el agradecimieno a Howard Hughes, James Moody, Marcello Truzzi, Adrian-Claude Frazier, Marilyn Monroe, Wesley Mather, William Lindsay Gresham, Hugo Zacchini, Jayne Mansfield, Frederick Goerner, C. Huntley, Nathanael West, Horatio Alger Jr, Robert E. Howard, George Orwell, H. P. Lovecraft, Tuesday Weld, H. G. Wells, la hermana Marie Koven, Harry Houdini, Togare (el león mascota de LaVey) y los Nueve Hombres Desconocidos de The Nine Unknown.

### Introducciones
A lo largo de las distintas ediciones de La Biblia Satánica, ésta ha incluido introducciones de diversos autores. La primera edición (impresa de 1969 a 1972) incluía un extracto de un artículo de Burton H. Wolfe, periodista de investigación y biógrafo de LaVey, titulado «The Church that Worships Satan». Wolfe ofrece una extensa biografía de LaVey y una historia de la Iglesia de Satán. Menciona que El bebé de Rosemary contribuyó a la popularidad del satanismo, aunque no afirma que el satanismo de LaVey haya influido directamente en su creación. De 1972 a 1976, la introducción era un artículo de Michael A. Aquino, que más tarde fundó el Templo de Set con varios miembros de la Iglesia de Satán. Ofrece un análisis detallado de las filosofías satánicas y desmiente los mitos sobre el satanismo de LaVey. Explica que no se trata de un «culto al diablo» y que los satanistas laveyanos rechazan por completo el culto a los dioses externos. También ofrece una breve reseña sobre LaVey, donde explica cómo LaVey aportó a su religión algunos de los conocimientos que había adquirido mientras trabajaba en el circo. Wolfe volvió a escribir la introducción para las ediciones de 1976 a 2005. Incluía algunos de los mismos contenidos que la versión de 1969, con una biografía ampliada de LaVey y más información sobre los diversos conflictos entre otras religiones y el satanismo de LaVey. Desde 2005, contiene una introducción escrita por Gilmore, Sumo Sacerdote de la Iglesia de Satán. En esta introducción, habla de su descubrimiento del satanismo de LaVey y de su relación con su creador. A continuación, ofrece una biografía detallada de LaVey y aborda las acusaciones de que este falsificó gran parte de la historia de su propio pasado. La introducción también proporciona una historia de La Biblia Satánica en sí, así como la de otros dos libros de LaVey: The Satanic Witch y The Satanic Rituals.

### Prefacio
LaVey explica sus razones para escribir La Biblia Satánica en un breve prefacio. Habla con escepticismo de los volúmenes escritos por otros autores sobre el tema de la magia, desechándolos como «nada más que un fraude santurrón» y «volúmenes de desinformación anticuada y falsa profecía». Se queja de que otros autores no hacen más que confundir el tema. Se burla de los que gastan grandes cantidades de dinero en intentos de seguir rituales y aprender sobre la magia que se comparte en otros libros de ocultismo. También señala que muchos de los escritos existentes sobre magia e ideología satánica fueron creados por autores del «camino de la derecha». Cuenta que La Biblia Satánica contiene tanto la verdad como la fantasía, y declara: «Lo que ves no siempre te gustará, ¡pero lo verás!».

### Prólogo
El prólogo de La Biblia Satánica comienza discutiendo el concepto de dioses, el bien y el mal, y la naturaleza humana. Incluye las Nueve Declaraciones Satánicas:

1. Satán representa complacencia, en lugar de abstinencia
2. Satán representa la existencia vital, en lugar de sueños espirituales
3. Satán representa la sabiduría perfecta, en lugar del autoengaño hipócrita
4. Satán representa amabilidad hacia quienes la merecen, en lugar del amor malgastado en ingratos
5. Satán representa la venganza, en lugar de ofrecer la otra mejilla
6. Satán representa responsabilidad para el responsable, en lugar de vampiros psíquicos
7. Satán representa al hombre como otro animal, algunas veces mejor, otras veces peor que aquellos que caminan en cuatro patas, el cual, por causa de su "divino desarrollo intelectual", se ha convertido en el animal más vicioso de todos
8. Satán representa todos los así llamados pecados, mientras lleven a la gratificación física, mental o emocional
9. Satán ha sido el mejor amigo que la iglesia siempre ha tenido, ya que la ha mantenido en el negocio durante todo este tiempo.

Las Nueve Declaraciones Satánicas esbozan la ideología básica del Satanismo LaVeyano, y se han convertido en algunos de los principios rectores del mismo. También sirvieron como plantilla para publicaciones posteriores de LaVey, como su «Nueve pecados satánicos» de 1987. La influencia de Ayn Rand en el satanismo laveyano es evidente en las Nueve Declaraciones Satánicas, lo que lleva a algunos, concretamente a Nikolas Schreck, a afirmar que las Declaraciones son simplemente una paráfrasis no reconocida del pensamiento de Rand. Sin embargo, estas acusaciones han sido desmentidas.

### El libro de Satán

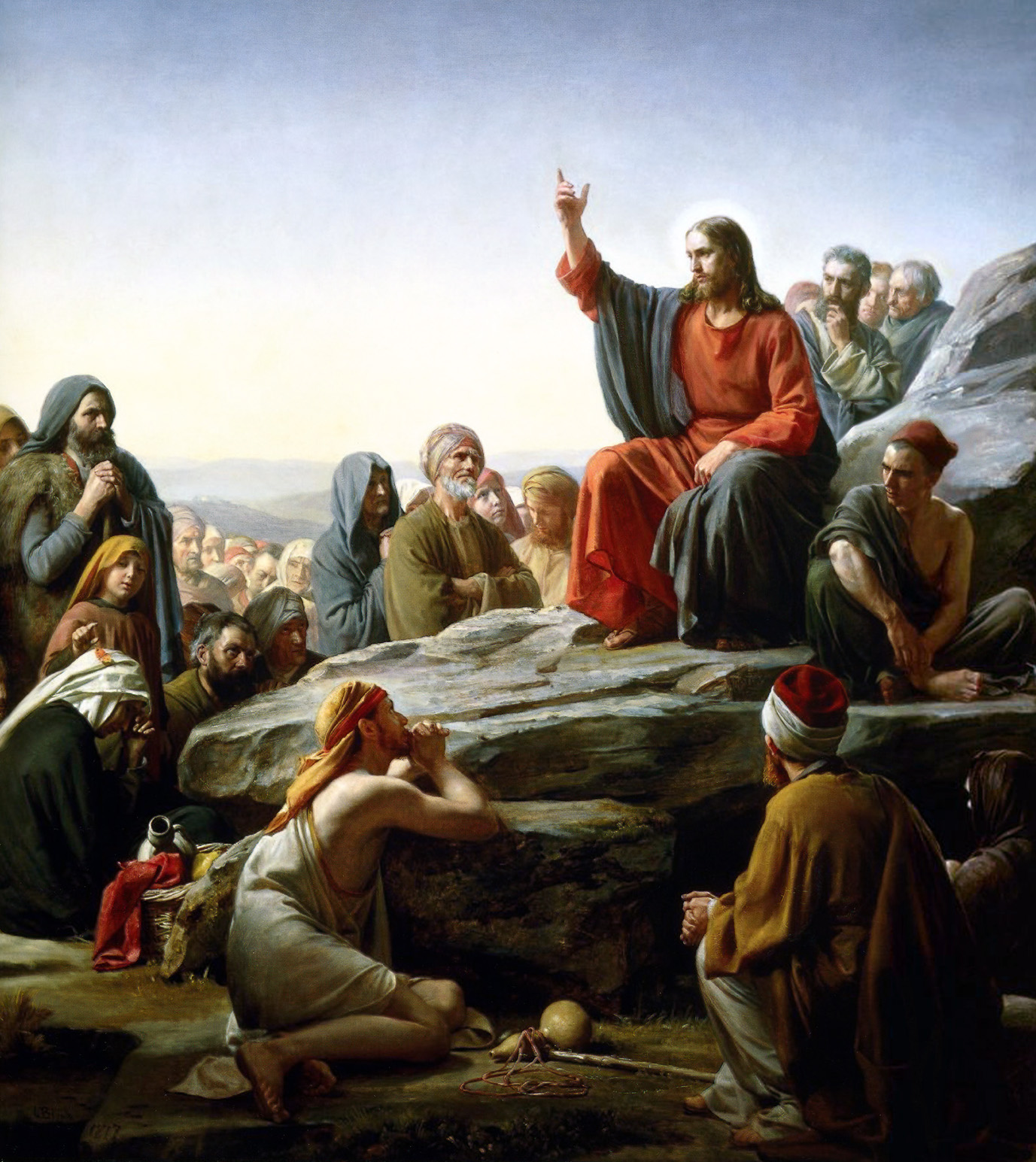
En la parte final del libro de Satán se critican las Bienaventuranzas cristianas y se adaptan al Satanismo Laveyano.

Gran parte del primer libro de La Biblia Satánica está tomada de partes de Might Is Right de Redbeard, editada para eliminar el racismo, el antisemitismo y la misoginia. Desafía tanto los Diez Mandamientos como la Regla de Oro, y aboga en su lugar por una filosofía de diente por diente. LaVey, a través de Redbeard, defiende firmemente el darwinismo social, donde dice: «¡Muerte al débil, riqueza al fuerte!». Los humanos son identificados como instintivamente depredadores, y la «lujuria y el deseo carnal» son señalados como parte de la naturaleza intrínseca de los humanos.El Libro de Satán sugiere una perspectiva hedonista, donde dice: «Rompo con todas las convenciones que no me llevan a la felicidad terrenal». Se aprueba la indulgencia, y se anima a los lectores a aprovechar al máximo sus vidas. Critica tanto las leyes como los principios religiosos, y sugiere hacer sólo lo que le hace a uno feliz y exitoso. LaVey sigue denunciando otras religiones, y despotrica contra lo que considera definiciones arbitrarias del «bien» y el «mal». Se critica la religión como una construcción hecha por el hombre, y se insta al lector a cuestionarlo todo y a destruir cualquier mentira que descubra. Las mentiras de larga data que se creen verdades irrefutables se identifican como las más peligrosas. La última parte del libro es una adaptación de las Bienaventuranzas Cristianas, cambiadas para reflejar los principios del Satanismo LaVeyano.

### El Libro de Lucifer
El Libro de Lucifer contiene la mayor parte de la filosofía de La Biblia Satánica. Detalla cómo el cristianismo ha enseñado que Dios es bueno y Satán es malo, y presenta una visión alternativa. Describe que el concepto de Satán, utilizado como sinónimo de «Dios», es diferente para cada satanista, pero que para todos representa una fuerza buena y estabilizadora en su vida. Los creyentes han sido llamados «ateos satanistas» debido a esta falta de creencia en dioses externos, pero otros se identifican como antiteístas. Para los satanistas de LaVey, Satán (o Satanás) no es «un ser antropomórfico con pezuñas hendidas, cola con púas y cuernos», sino una fuerza de la naturaleza que sólo ha sido descrita como malvada por otras religiones. Satanás es visto como una metáfora o un símbolo, no como un ser al que hay que adorar.

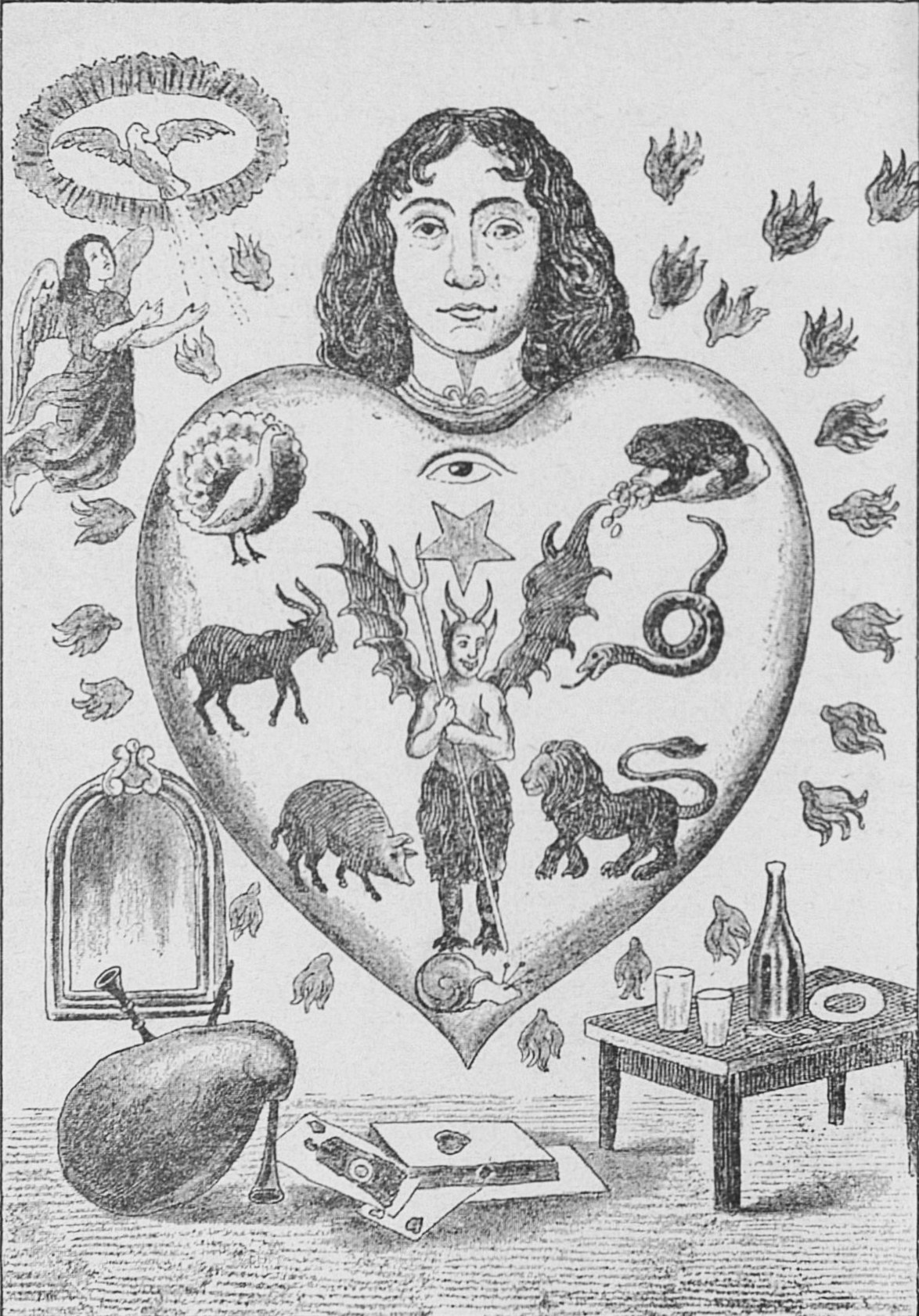
En el Libro de Lucifer, se defienden los siete pecados capitales, al decir que todos conducen al placer personal.

LaVey rechaza la idea de la oración y, en cambio, insta a los satanistas a tomar medidas para arreglar una situación en lugar de pedir una solución. Se defienden los siete pecados capitales, sobre la base de que todos conducen al placer personal. Él dice que el satanismo es una forma de «egoísmo controlado», en el sentido de que hacer algo para ayudar a otro, a su vez, lo hará feliz. Se vuelve a mencionar la regla de oro, y LaVey sugiere cambiarla de «Haz a los demás lo que te gustaría que te hicieran a ti» a «Haz a los demás lo que te hacen a ti» para que si alguien es tratado mal, pueda responder con saña. El Libro de Lucifer también contiene una lista de «Los Cuatro Príncipes Herederos del Infierno» (Satán, Lucifer, Belial, y Leviatán) y de setenta y siete «Nombres Infernales», representaciones de Satán de diversas culturas y religiones. Son los nombres que, según LaVey, son más útiles en los rituales satánicos.
El Libro de Lucifer contiene un largo capítulo titulado «Sexo satánico», en el que se discute el punto de vista del satanismo sobre la actividad sexual, así como los conceptos erróneos que rodean a estos puntos. Niega la creencia de que el sexo sea el elemento más importante en el satanismo laveyano, y que la participación en orgías u otros comportamientos promiscuos sea forzada. Explica que se fomenta la libertad sexual, pero sólo en el sentido de que los creyentes deben ser libres de explorar sus propias sexualidades como les plazca, sin perjudicar a los demás. Junto con los rumores relativos a las opiniones satánicas sobre el sexo, LaVey también aborda los relativos a los sacrificios de animales y humanos. Explica que la única vez que un satanista laveyano realizaría un sacrificio humano sería para cumplir dos objetivos: «liberar la ira del mago» al realizar una maldición, y matar a alguien que merecía morir. Considera que la acción de herir a otra persona es una petición de ser destruido y explica que el satanista está moralmente obligado a conceder esta petición en forma de maldición. LaVey también dice que un satanista nunca sacrificaría a un bebé o a un animal, ya que son seres puramente carnales y se consideran sagrados. En El libro de Lucifer, LaVey esboza los puntos de vista del Satanismo LaVeyano sobre la muerte. Explica que quien ha vivido una vida plena temerá la muerte y que así debe ser. Tampoco está de acuerdo con la idea de la reencarnación. Fomenta una fuerte voluntad de vivir, comparándola con el instinto de los animales de luchar ferozmente por su vida. Desaconseja el suicidio, salvo en los casos de eutanasia, en los que pondría fin a un sufrimiento extremo. Como el satanista se considera su propio dios, los cumpleaños se celebran como las fiestas más importantes. Después del cumpleaños, la Noche de Walpurgis y Halloween son las fiestas más importantes. También se celebran los solsticios y los equinoccios.

### El Libro de Belial

El símbolo de Baphomet se da en el Libro de Belial, como un instrumento necesario para cualquier ritual.

El tercer libro de La Biblia Satánica describe rituales y magia. Según Joshua Gunn, son adaptaciones de libros de magia ritual como Magick: Elementary Theory de Aleister Crowley.The Satanic Rituals, publicado por LaVey en 1972, describe los rituales con mayor precisión y contiene el texto completo de la Misa Negra. LaVey comienza El Libro de Belial definiendo la magia como «El cambio de situaciones o eventos de acuerdo con la voluntad de uno, que, utilizando métodos normalmente aceptados, serían inmutables». Explica que algunos de los rituales son simplemente psicología o ciencia aplicada, pero que algunos contienen partes sin base científica. 
LaVey explica que, para controlar a una persona, primero hay que atraer su atención. Para ello, da tres cualidades que se pueden emplear: el atractivo sexual, el sentimiento (la simpatía o la inocencia) y el asombro. También aboga por el uso del olor. En El Libro de Belial, habla de tres tipos de rituales: los del sexo, la compasión y la destrucción. Los rituales sexuales funcionan para seducir a otra persona; los rituales de compasión funcionan para mejorar la salud, la inteligencia, el éxito; los rituales de destrucción funcionan para destruir a otra persona. LaVey aboga por encontrar a otras personas con quienes practicar rituales satánicos para reafirmar la fe y evitar comportamientos antisociales. En particular, aboga por la participación grupal en los rituales de destrucción, ya que los rituales sexuales y de compasión son de naturaleza más privada. LaVey continúa enumerando los componentes clave para un ritual exitoso: deseo, tiempo, imágenes, dirección y «El factor de equilibrio» (conciencia de las propias limitaciones). Los detalles de los diversos rituales satánicos se explican en El Libro de Belial, y se dan listas de objetos necesarios (como ropa, altares y el símbolo de Baphomet).

### El Libro de Leviatán

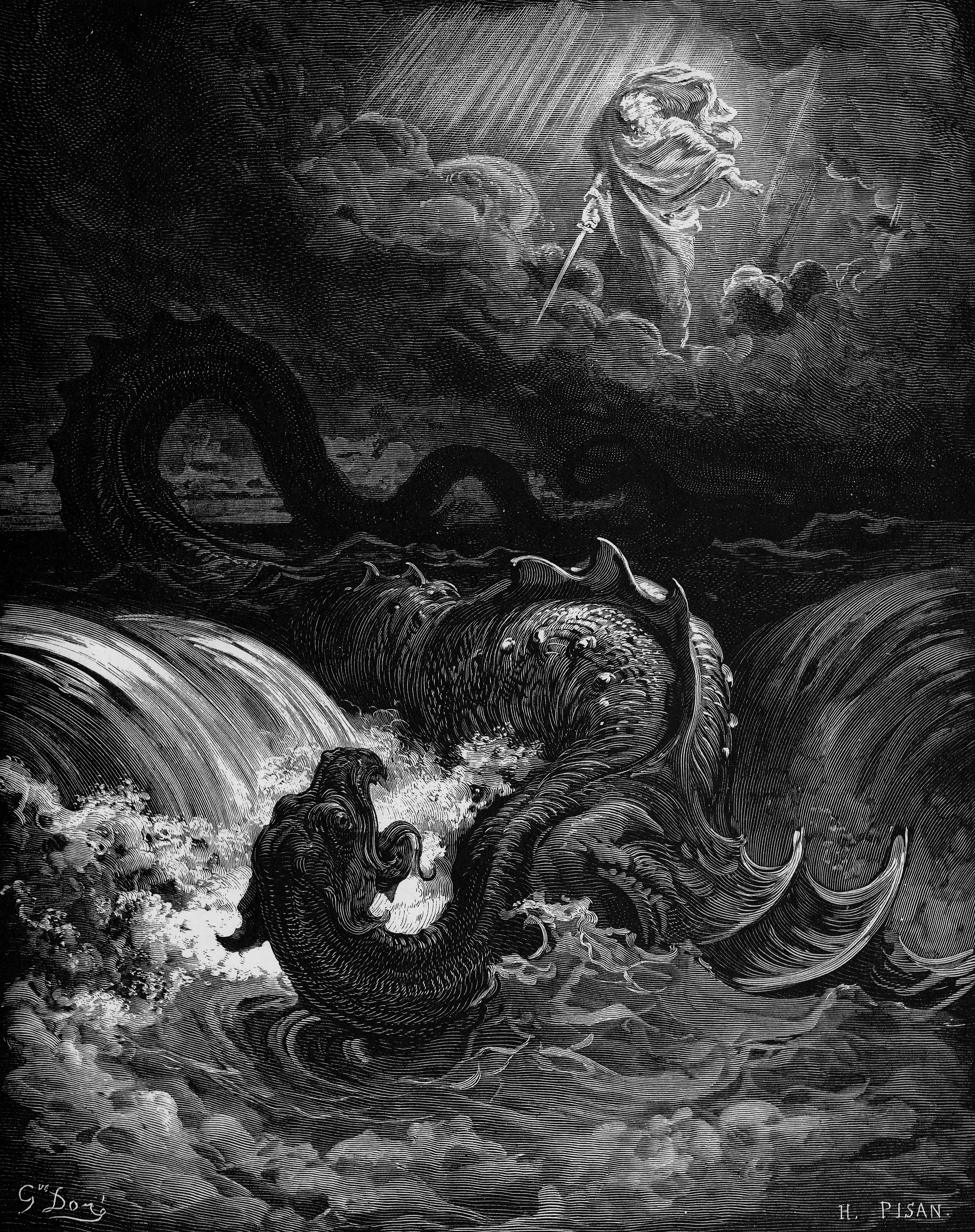
La destrucción de Leviatán, un grabado hecho en 1865 por Gustave Doré.

El último libro de La Biblia Satánica hace hincapié en la importancia de la palabra y la emoción para que la magia sea eficaz. Se ofrece una «Invocación a Satán», así como tres invocaciones para los tres tipos de rituales. La «Invocación a Satán» ordena a las fuerzas oscuras que concedan poder al invocador, y enumera los nombres infernales que deben utilizarse en la invocación. La «Invocación empleada para conjurar la lujuria» se utiliza para atraer la atención de otra persona. Se ofrecen versiones masculinas y femeninas de la invocación. La «Invocación empleada para conjurar la destrucción» ordena a las fuerzas oscuras que destruyan al sujeto de la invocación. La «Invocación empleada para la conjuración de la compasión» pide protección, salud, fuerza y la destrucción de todo lo que afecte al sujeto de la invocación. El resto del Libro del Leviatán está compuesto por las Claves enoquianas, que LaVey adaptó de la obra original de Dee. Se dan en enoquiano y también se traducen al inglés. LaVey proporciona una breve introducción que da crédito a Dee y explica algo de la historia detrás de las Claves Enoquianas y el lenguaje. Sostiene que las traducciones proporcionadas son una «desnaturalización» de las traducciones realizadas por la Orden Hermética de la Aurora Dorada en el siglo XIX, pero otros acusan a LaVey de cambiar simplemente las referencias al cristianismo por las de Satanás.

## Temas

### Dios y Satán
La Biblia Satánica utiliza a menudo los términos «Dios» y «Satán» indistintamente, excepto cuando se refiere a los conceptos de éstos tal y como los ven otras religiones. LaVey también utiliza ocasionalmente el término «Dios» para referirse a las visiones de Dios de otras religiones, y «Satán» o sus sinónimos para referirse a la idea de dios tal y como la interpreta el satanismo laveyano, como cuando escribe: «Cuando se ha desvanecido toda fe religiosa en mentiras, se debe a que el hombre se ha acercado más a sÌ mismo y se ha alejado de «Dios»; se ha acercado al «Diablo». A lo largo de La Biblia Satánica, el punto de vista de los satanistas de LaVey se describe como el verdadero «yo» del satanista —una proyección de su propia personalidad— y no como una deidad externa. Satán se utiliza como representación de la libertad personal y el individualismo. Satán también se utiliza como metáfora de las ideas relacionadas con la visión cristiana primitiva de Satán o la serpiente: sabio, desafiante, cuestionador y librepensador. LaVey discute esto extensamente en El Libro de Lucifer, donde explica que los dioses adorados por otras religiones son también proyecciones del verdadero yo del hombre. Sostiene que la falta de voluntad del hombre para aceptar su propio ego le ha llevado a externalizar estos dioses para evitar el sentimiento de narcisismo que acompañaría a la adoración de sí mismo.

Si el hombre insiste en exteriorizar su propio ser verdadero en la forma de «Dios», entonces ¿por qué temer a su propio ser, al temer a «dios» —por qué alabar su propio ser alabando a «Dios»? — ¿por qué permanecer por fuera de Dios PARA PODER INMISCUIRSE EN RITUALES Y CEREMONIAS RELIGIOSAS EN SU NOMBRE?
El hombre necesita del ritual y el dogma, pero ¡ninguna ley establece que sea necesario un dios exteriorizado para poder realizar rituales y ceremonias hechas en el nombre de un dios! ¿Podría ser que, cuando el hombre cierre el vacío entre sí mismo y su «Dios», ¿vea al demonio del orgullo intentando salir — la personificación misma de Lucifer apareciendo en medio?
If man insists on externalizing his true self in the form of "God,"  then why fear his true self, in fearing "God,"—why praise his true self in praising "God,"—why remain externalized from "God" IN ORDER TO ENGAGE IN RITUAL AND RELIGIOUS CEREMONY IN HIS NAME?
Man needs ritual and dogma, but no law states that an externalized god is necessary in order to engage in ritual and ceremony performed in a god's name! Could it be that when he closes the gap between himself and his "God" he sees the demon of pride creeping forth—that very embodiment of Lucifer appearing in his midst?
Anton LaVey, The Satanic Bible, pp. 44–45

Aunque en algunos momentos LaVey se refiere a Satán como un ser físico, esto pretende fomentar el «interés racional» del satanista.

### Ciencia
Muchas de las ideas de La Biblia Satánica sugieren una visión secular y científica del mundo. Sin embargo, algunas de estas ideas van más allá del secularismo actual al implicar que varias fuerzas ocultas no son sobrenaturales, sino que hasta ahora no han sido descubiertas por la ciencia. Se dice que estas fuerzas son manipulables por el practicante del Satanismo LaVeyano, un rasgo de la religión que ha sido comparado con la Ciencia Cristiana y la Cienciología. James Lewis sostiene que los temas científicos son tan frecuentes en La Biblia Satánica porque LaVey apelaba a la autoridad de la ciencia para legitimar el satanismo como religión.

### Naturaleza humana y darwinismo social
El darwinismo social y el concepto de «naturaleza humana» son ideas que prevalecen en toda La Biblia Satánica. LaVey describe el satanismo como «una religión basada en los rasgos universales del hombre», y los humanos son descritos en todo momento como inherentemente carnales y animales. Cada uno de los siete pecados capitales se describe como parte del instinto natural del ser humano y, por tanto, se defiende. El darwinismo social es particularmente notable en El libro de Satanás, donde LaVey plagia partes de Might Is Right de Redbeard, aunque también aparece en todas las referencias a la fuerza inherente del hombre y a su instinto de conservación. El satanismo laveyano ha sido descrito como «institucionalismo de interés maquiavélico» debido a muchos de estos temas. YES

## Influencia
La Biblia Satánica es reconocida como uno de los textos clave del satanismo moderno. La Iglesia de Satán exige que la gente acepte «los principios de LaVey» antes de hacerse miembro de la iglesia. Muchos otros grupos satanistas y satanistas individuales que no forman parte de la Iglesia de Satán también reconocen la obra de LaVey como influyente. Muchos satanistas atribuyen sus conversiones o descubrimientos del satanismo a La Biblia Satánica, ya que el 20% de los que respondieron a una encuesta de James Lewis mencionaron La Biblia Satánica directamente como influencia en su conversión. En la introducción de Gilmore, enumera una serie de novelas y películas supuestamente influenciadas por La Biblia Satánica y el satanismo de LaVey. Entre ellas se encuentran las novelas Rosemary's Baby, de Ira Levin, y Our Lady of Darkness, de Fritz Leiber, así como películas como Rosemary's Baby, The Devil's Rain, The Car y Dr. Dracula. Otros han alabado La Biblia Satánica por su gran influencia en grupos de metal y rock, como Black Sabbath, Venom, Slayer, King Diamond, y Marilyn Manson.

## Recepción
Richard Metzger describe La Biblia Satánica como «un manual de leyes naturales y sobrenaturales muy afilado y sin tapujos». David G. Bromley lo califica de «iconoclasta» y de «la declaración más conocida e influyente de la teología satánica». Eugene V. Gallagher dice que los satanistas utilizan los escritos de LaVey «como lentes a través de los cuales se ven a sí mismos, a su grupo y al cosmos». También afirma: «Con una clara apreciación de la verdadera naturaleza humana, un amor por los rituales y la pompa, y un don para la burla, la Biblia Satánica de LaVey promulgaba un evangelio de autoindulgencia que, según él, cualquiera que considerara desapasionadamente los hechos abrazaría». La filosofía que presenta ha sido descrita como «libertinaje estridente» y «una destilación obvia de ideas comunes entre los miembros de la contracultura de Estados Unidos en la década de 1960». Joshua Gunn sostiene que la importancia de La Biblia Satánica como objeto oculto se debe a su condición de «tótem u objeto fetichizado en la cultura popular», no a la filosofía que contiene. Sostiene que muchos clasifican erróneamente el contenido de La Biblia Satánica como malvado y depravado a partir del diseño minimalista y oscuro de la portada (compuesto por un sello de Baphomet púrpura y texto blanco en la parte delantera, y una foto de LaVey superpuesta sobre el sello en la parte trasera), el estilo verborreico y exagerado del texto, y la presencia de la palabra «Satán» en el título. En contra de esta creencia, dice, la filosofía presentada por LaVey no es «ni ofensiva ni sorprendente».
Zeena Schreck ha criticado La Biblia Satánica como un esfuerzo financiero sugerido por el editor de Avon, Mayer. Sostiene que contiene grandes cantidades de información falsificada sobre el pasado de LaVey, y que gran parte del libro es un plagio del libro Might Is Right de Redbeard, de las Claves Enoquianas de Dee y de Atlas Shrugged de Rand. Chris Mathews, en Modern Satanism: Anatomy of a Radical Subculture, describe La Biblia Satánica como «apresuradamente preparada» y cínica. Tanto Mathews como un artículo de Newsweek de 1971 comparan las ideologías presentadas en La Biblia Satánica con el nazismo: contienen «un enfoque incesante en el elitismo social, apelaciones a la fuerza y desprecio por los principios igualitarios».Israel Regardie criticó la alteración de LaVey de las Claves Enoquianas en El Libro del Leviatán como estúpida y de menor calidad que las Claves originales.
La Biblia Satánica también ha recibido una gran cantidad de críticas por parte de personas y organizaciones que consideran que su contenido es peligroso. Muchas de estas críticas se produjeron durante el periodo de «pánico satánico», cuando se temía que el abuso de rituales satánicos fuera una epidemia. Sin embargo, gran parte de esta cobertura mediática ha sido denunciada como «acrítica y sensacionalista».Tom Harpur condena el libro como «blasfemo» y «socialmente sedicioso», y lo culpa de provocar un aumento de la violencia truculenta, los abusos rituales y otros actos obscenos. Los críticos también han acusado a La Biblia Satánica de fomentar la violencia y el asesinato, especialmente entre los jóvenes considerados impresionables. Dawn Perlmutter lo critica por proporcionar a los adolescentes mensajes malos y que pueden ser fácilmente malinterpretados. La posesión de La Biblia Satánica ha sido utilizada por algunos estudios para identificar a los adolescentes que son antisociales, y algunos advierten que la posesión del libro es una señal de advertencia de problemas emocionales. El Council on Mind Abuse (Consejo sobre el Abuso Mental) adoptó una visión muy negativa de La Biblia Satánica. El ex director ejecutivo Rob Tucker advirtió a los padres que buscaran La Biblia Satánica en las habitaciones de sus hijos, al decir: «Hay que ayudar al niño a luchar contra esta obsesión como cualquier otra adicción» y «Es como dar drogas a un niño que ya está al límite». En varios lugares del mundo se ha intentado prohibir el libro en las escuelas y en las bibliotecas públicas, y las prohibiciones o limitaciones del libro en las prisiones han sido impugnadas repetidamente en los tribunales. Sin embargo, la oposición a La Biblia Satánica rara vez ha llevado a su retirada; estas prohibiciones son poco frecuentes. El libro fue prohibido en Sudáfrica desde 1973 hasta 1993.